# Washburn–Langford–Doane expeditie

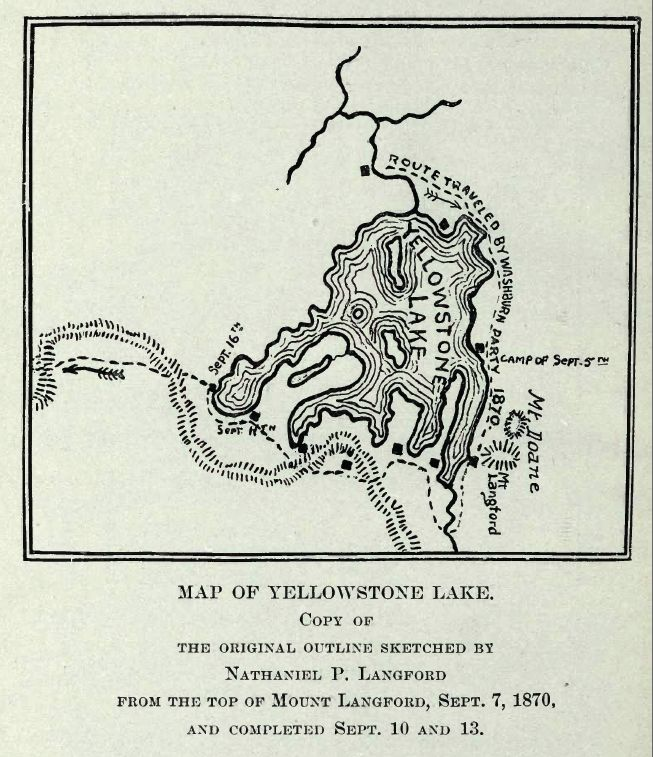
Originele kaart van de expeditie.

Met de Washburn–Langford–Doane expeditie werd het noordwesten van de staat Wyoming in de Verenigde Staten verkend, het gebied dat later werd uitgeroepen tot Nationaal park Yellowstone. Leiders van de expeditie, die in 1870 plaatsvond, waren Henry D. Washburn en Nathaniel P. Langford. Ze werden geëscorteerd door Gustavus Cheyney Doane van het Amerikaanse leger. Ze volgden de route die de Cook-Folsom-Peterson expeditie eerder dat jaar afgelegd hadden.
Tijdens de expeditie werden gedetailleerde tekeningen van de omgeving gemaakt, onder meer van meren, bergen en geisers. Ze bezochten onder meer de Lower en Upper Geyser Basin. In het Upper Geyser Basin zagen ze de geiser Old Faithful regelmatig tot eruptie komen.

## Leden
- Burgers
  - Henry D. Washburn - Gekozen leider
  - Nathaniel P. Langford
  - Truman C. Everts
  - Judge Cornelius Hedges
  - Samuel T. Hauser
  - Warren C. Gillette
  - Benjamin C. Stickney Jr.
  - Walter Trumbull
  - Jacob Smith
  - Mr. Reynolds en Elywn Bean
  - Twee Afro-Amerikaanse koks: Nute en Johnny
- Militaire escorte
  - Luitenant Gustavus C. Doane
  - Sergeant William Baker
  - Soldaten Charles Moore, John Williamson, William Leipler en George W. McConnell

Leden van de expeditie
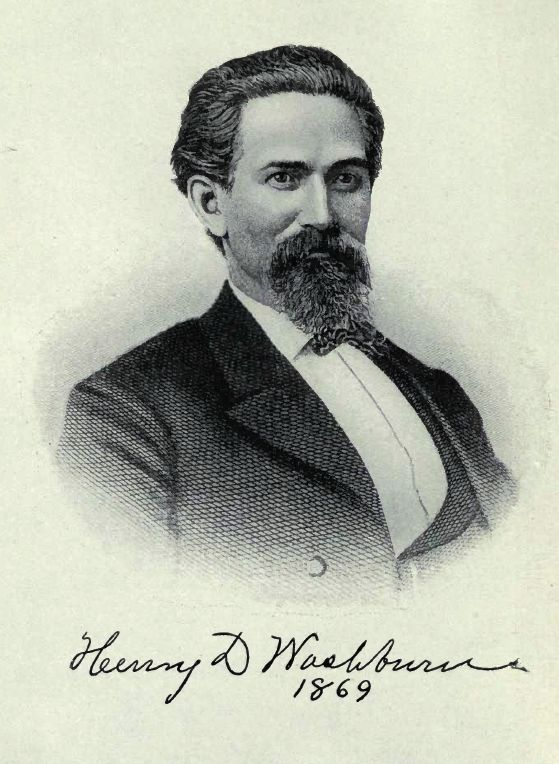
Henry Washburn, 1869
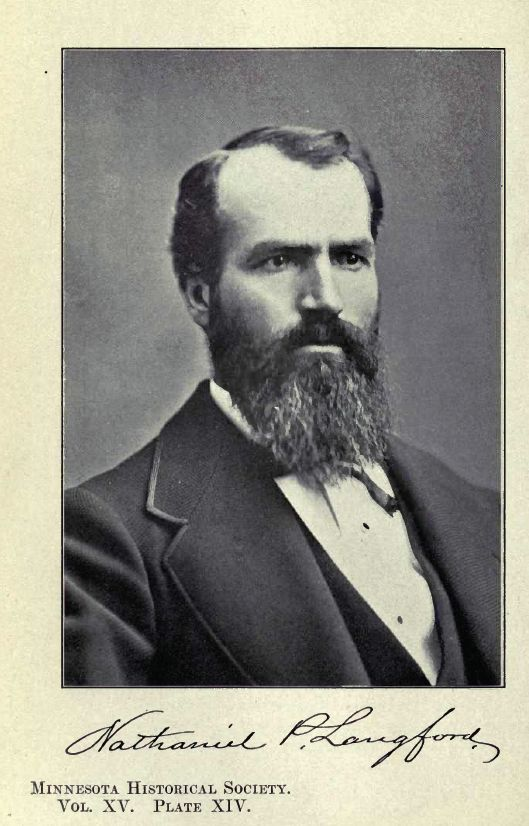
Nathaniel Pitt Langford, 1870
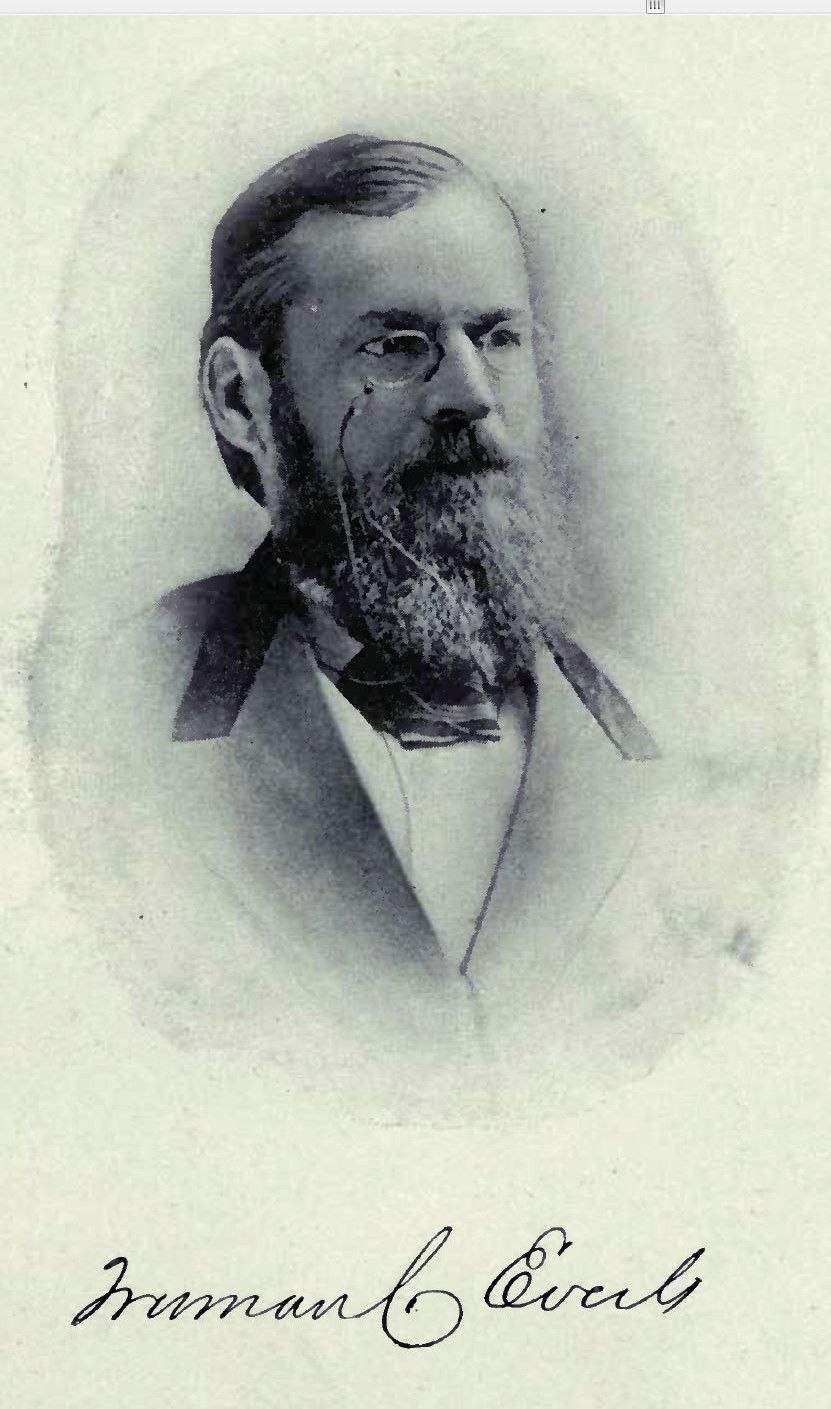
Truman C. Everts, circa 1870
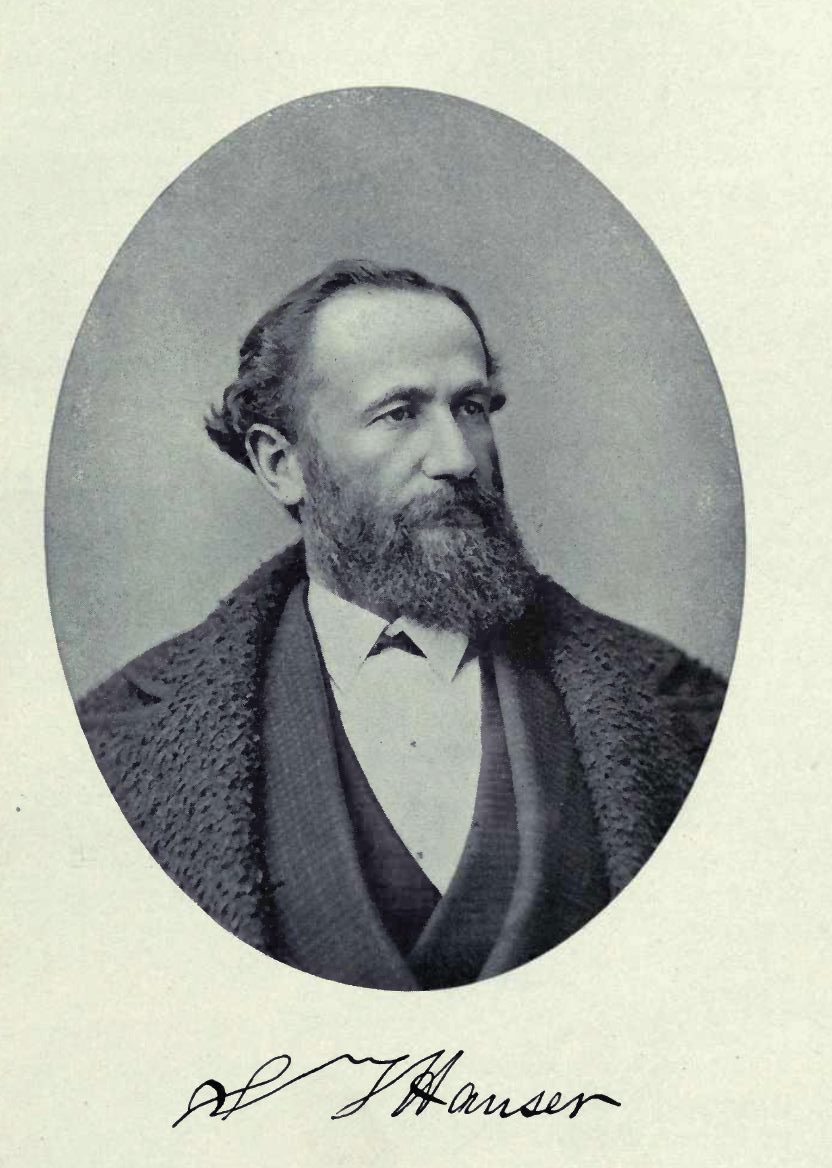
Samuel T. Hauser, circa 1870
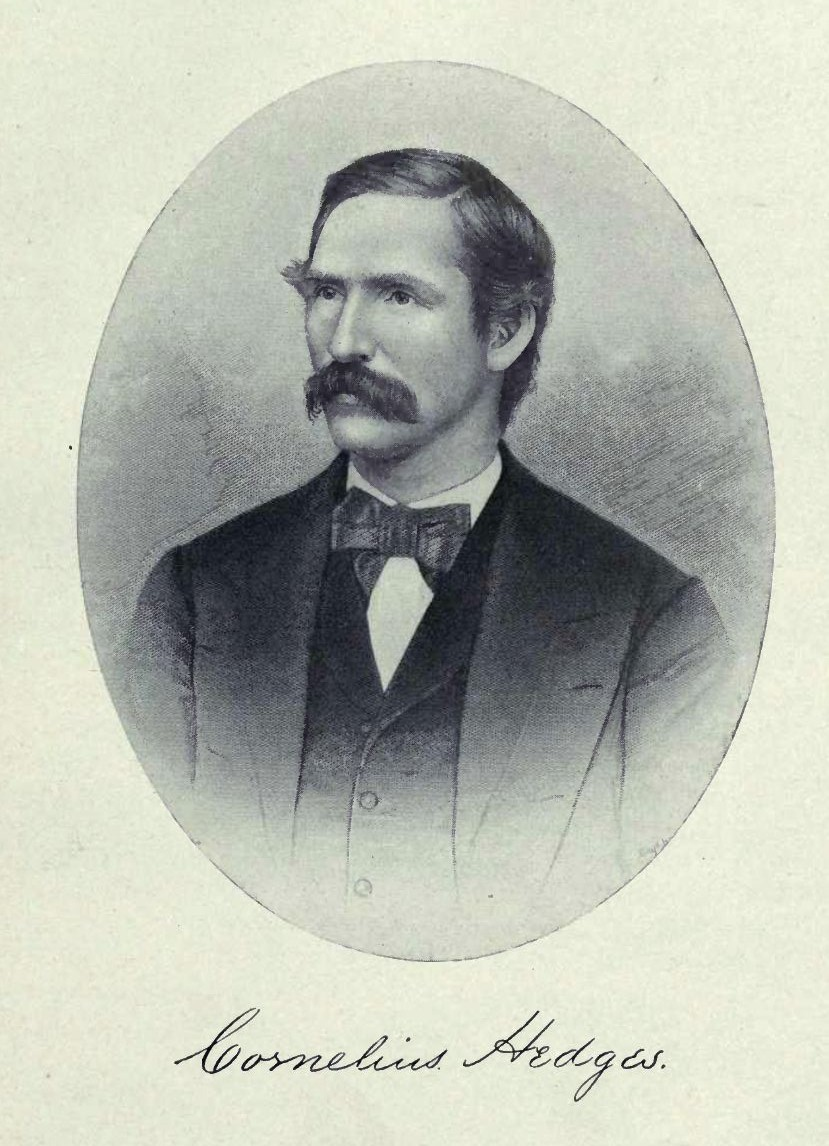
Judge Cornelius Hedges, circa 1870
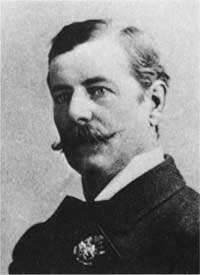
Jacob Smith
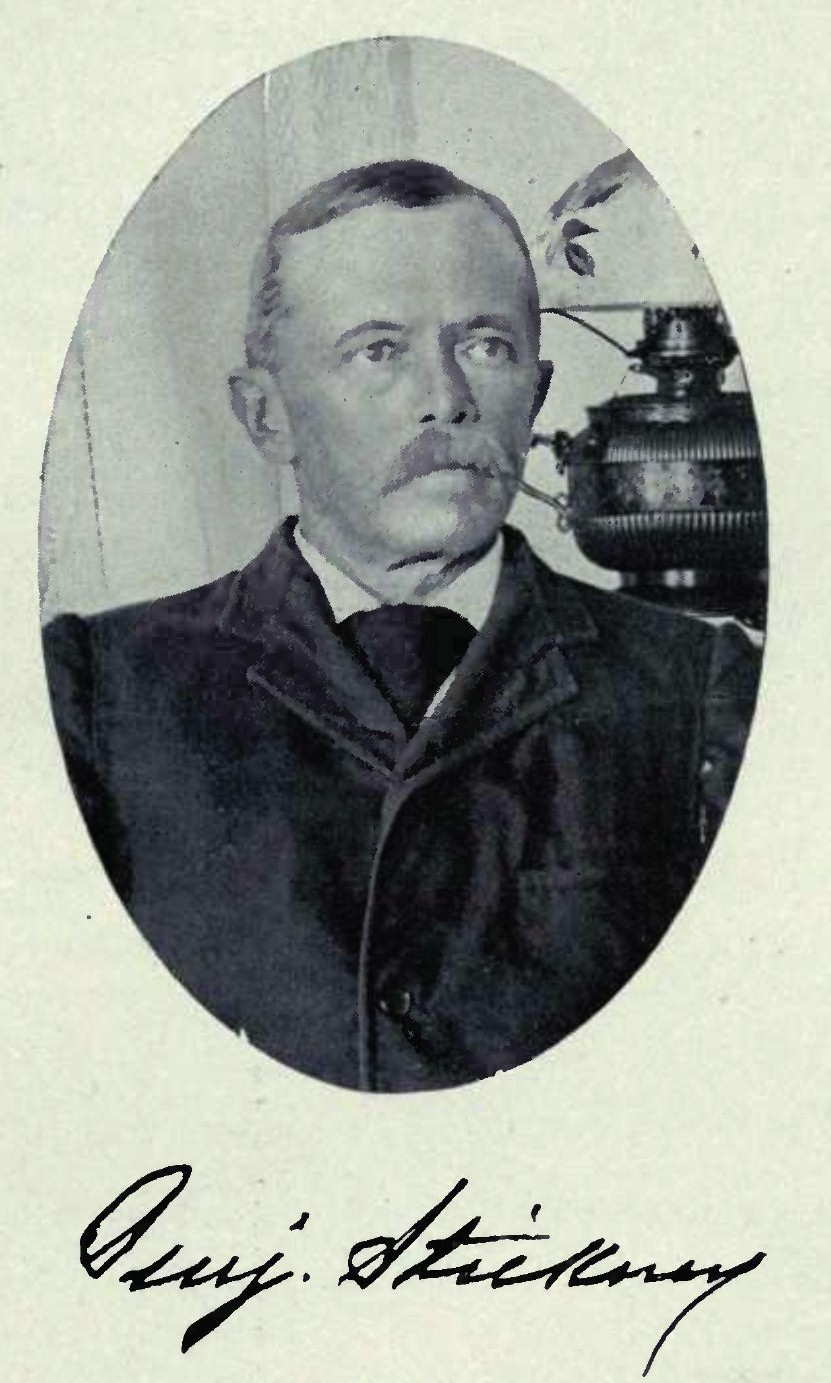
Benjamin C. Stickney Jr., circa 1870
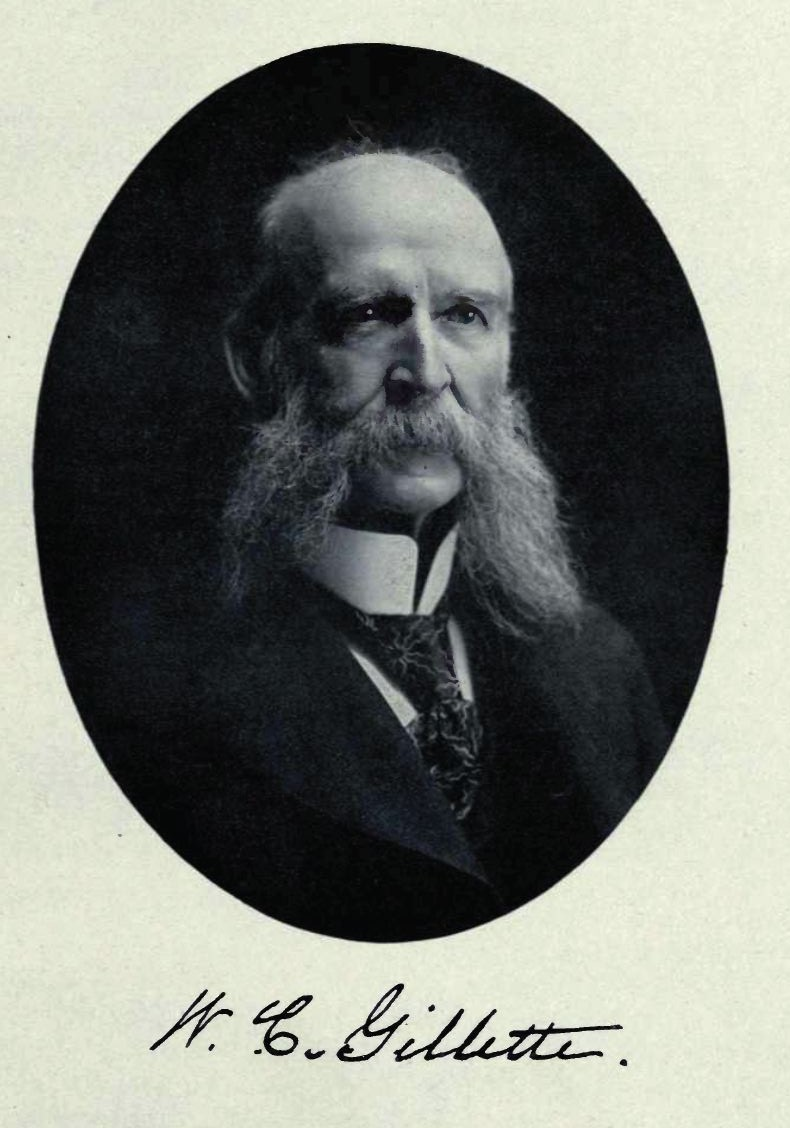
William C. Gillette
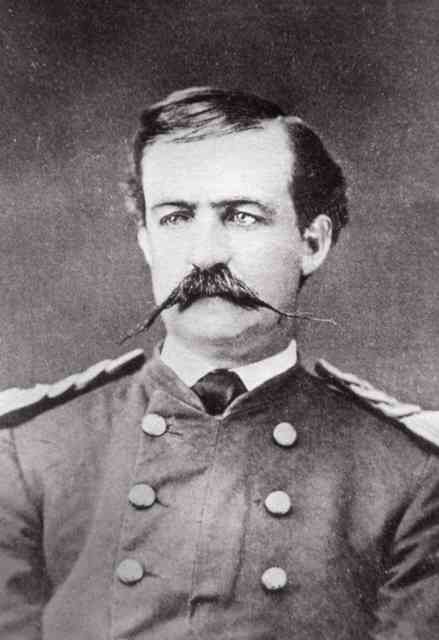
Lt. Gustavus C. Doane, 1875

## Benoemingen
Tijdens de expeditie zijn meerdere geografische elementen benoemd door expeditieleden. Een overzicht:
- Geisers
  - Old Faithful
  - Beehive Geyser
  - Giant Geyser
  - Giantess Geyser
  - Fan Geyser
  - Grotto Geyser
  - Castle Geyser
- Waterval
  - Tower Fall
- Bergtop
  - Mount Washburn

## Tekeningen
Tijdens de expeditie zijn door de verschillende leden tekeningen gemaakt van het gebied.

Tekeningen
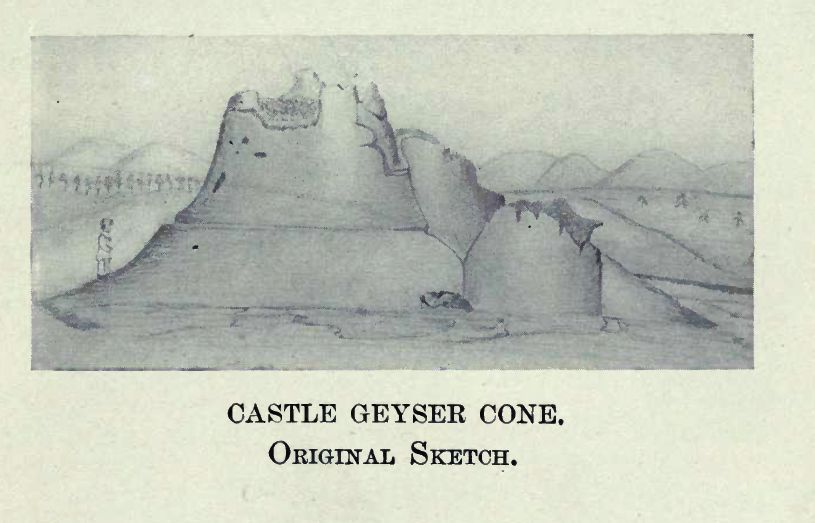
Castle Geyser Cone, getekend door soldaat Moore
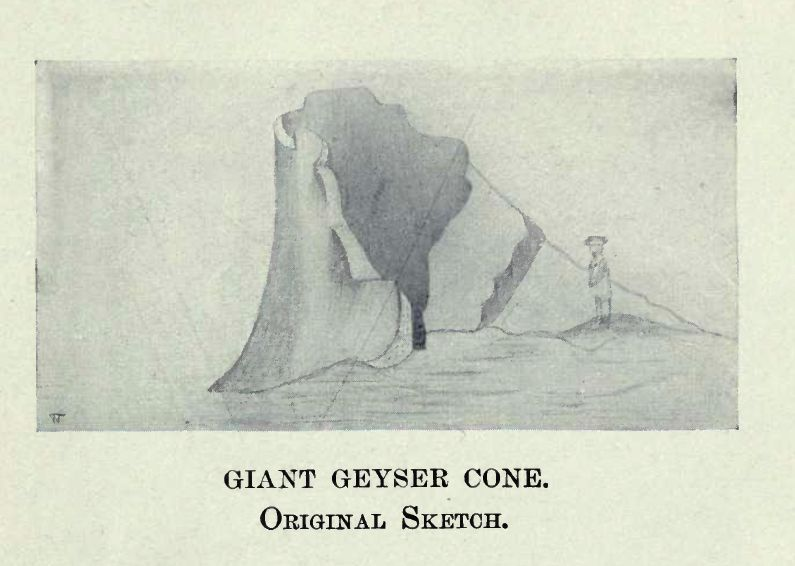
Giant Geyser, getekend door soldaat Moore
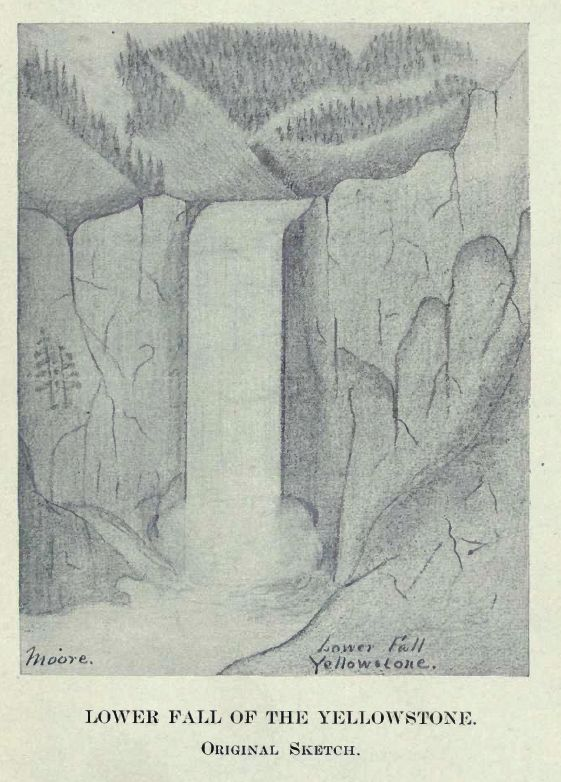
Lower Yellowstone Falls, getekend door soldaat Moore
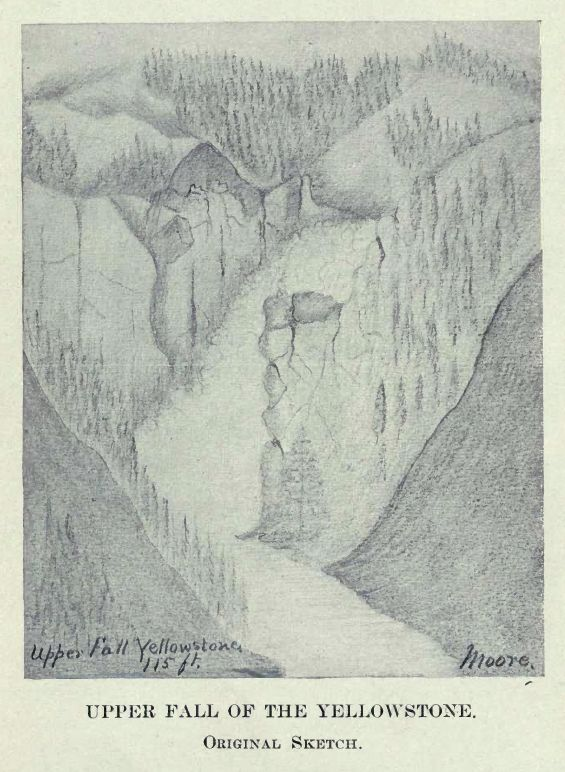
Upper Yellowstone Falls, getekend door soldaat Moore
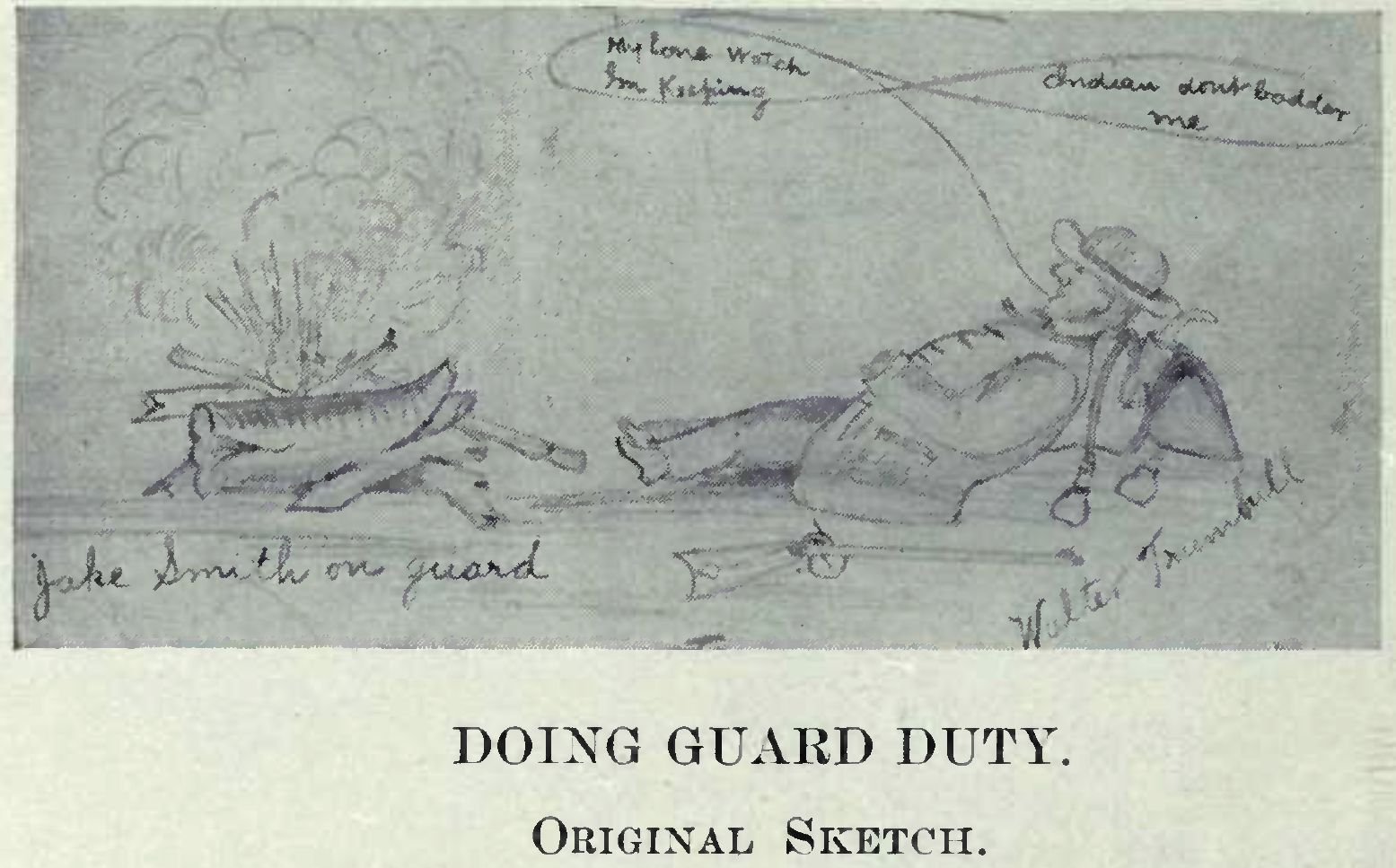
Jake Smith Doing Guard Duty, getekend door Walter Trumbull
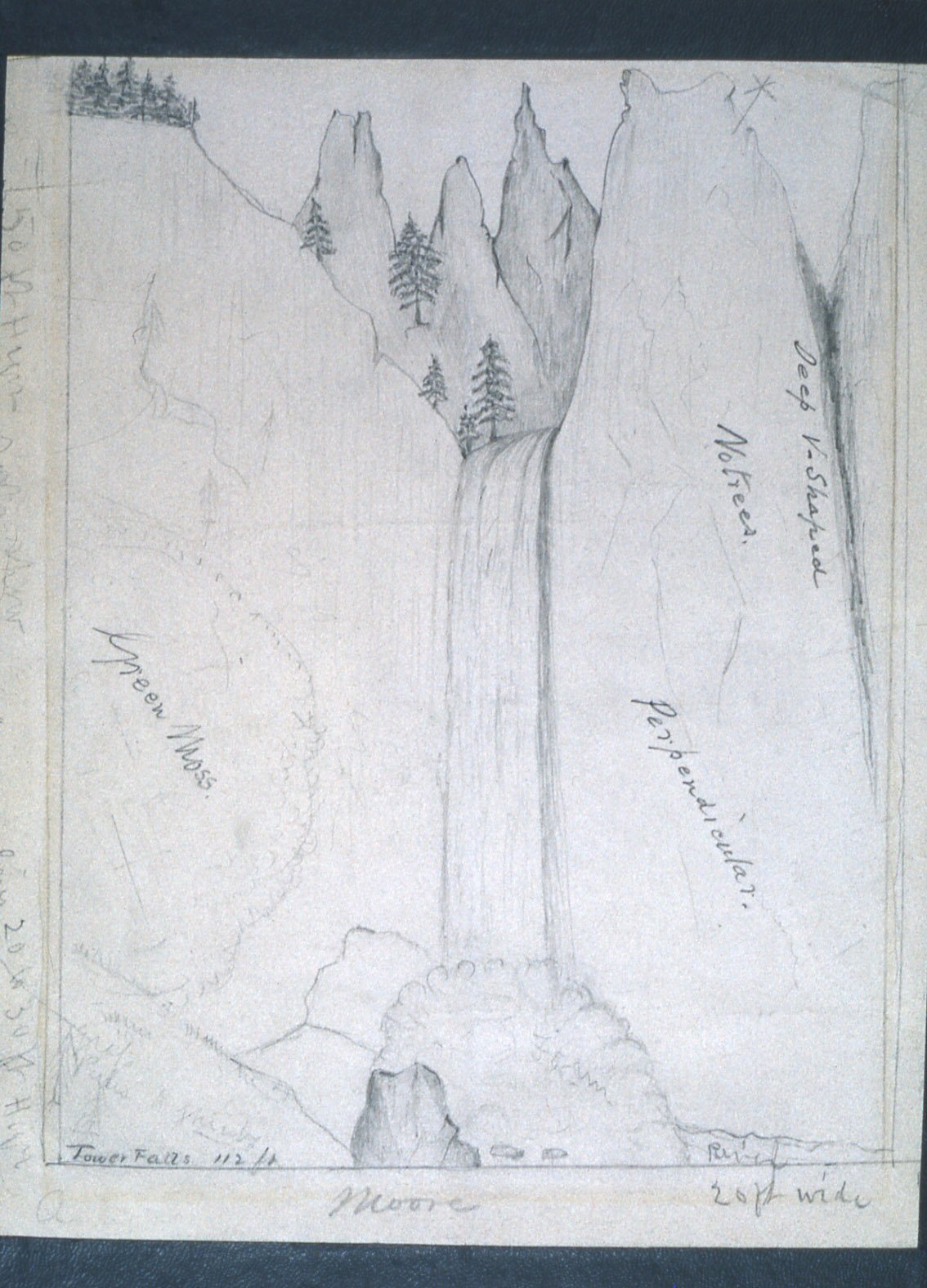
Tower Fall, getekend door soldaat Moore